# Museo di biologia marina di Porto Cesareo
Il Museo di biologia marina di Porto Cesareo è dedicato alla fauna e flora marina e al suo habitat.

## Storia
Il Museo venne fondato nel 1966 del naturalista Pietro Parenzan, che poi nel 1977 donò le collezioni all'Università di Lecce; dal 1999 ed è diventato sezione della facoltà di Biologia dell'Università.

## Le collezioni
Il museo espone circa 900 reperti: di rilevante interesse è la Collezione di Malacologia Ecologica, che comprende esemplari di conchiglie raccolte sul litorale pugliese, e presentate senza alcun particolare trattamento conservativo.
L'Algario comprende più di 700 esemplari di 219 specie diverse di alghe provenienti dal Mar Adriatico e dal Mar Ionio.
Si allestiscono, inoltre, varie mostre temporanee dedicate a temi ambientali.
Il museo comprende anche una Biblioteca con pubblicazioni sugli habitat acquatici e terrestri, un Archivio con fotografie e cataloghi, e un'Aula multimediale.